# Dolmen von Saint-Gonvel
Der Dolmen von Saint-Gonvel (auch An Dol Ven, Dolmen de Argenton, Roche Maudite oder Dolmen à couloir la Pierre Maudite genannt) hieß im 19. Jahrhundert noch „Men Milliger“ (deutsch „der verfluchte Stein“). Heute ist sein Beiname „An Dol Ven“ (deutsch „der niedrige Tisch“). Der Dolmen liegt halb begraben in den Dünen von Landunvez, auf der Landseite einer Landzunge, nördlich von Argenton im Département Finistère in der Bretagne in Frankreich. Dolmen ist in Frankreich der Oberbegriff für Megalithanlagen aller Art (siehe: Französische Nomenklatur).

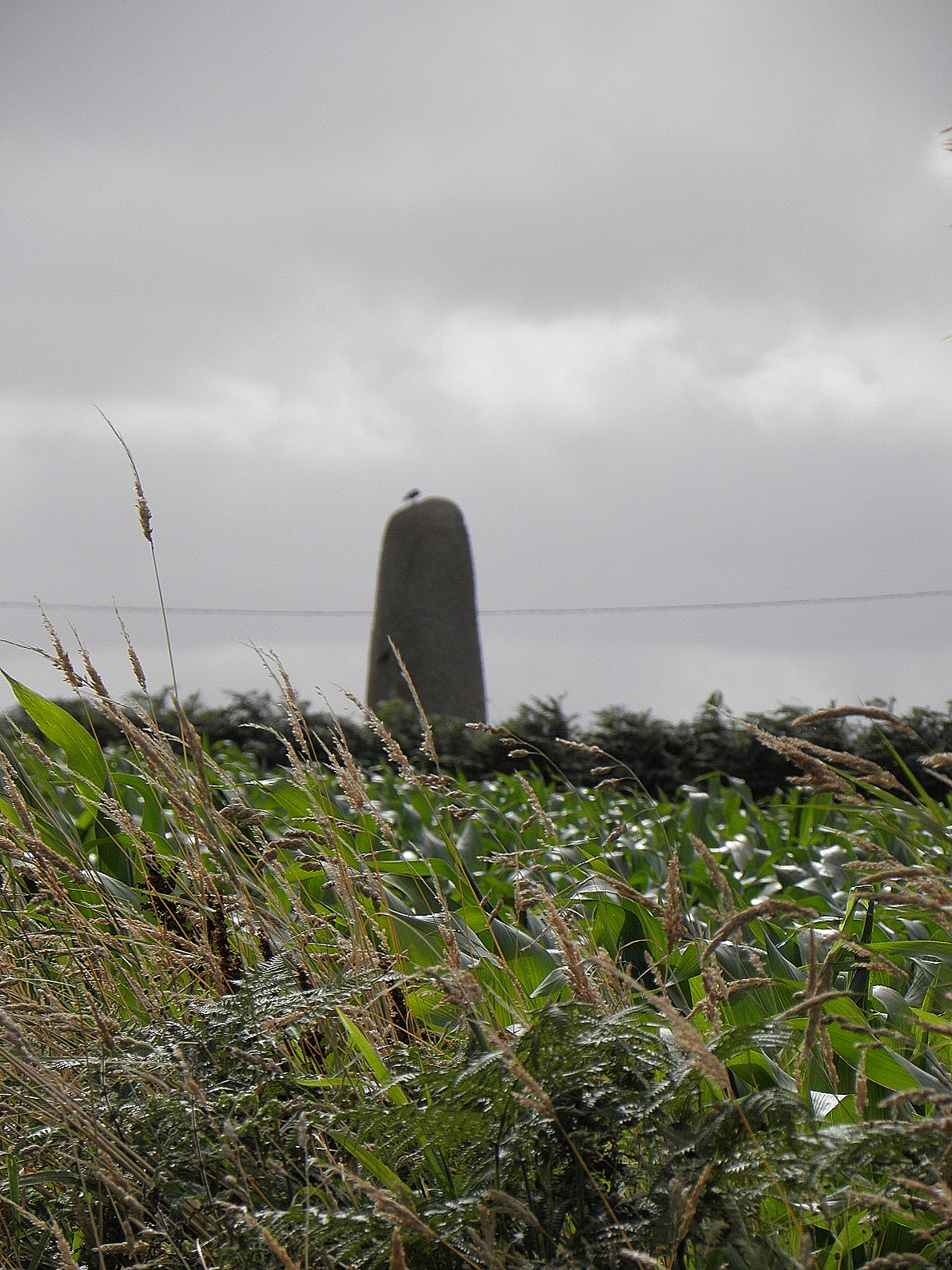
Menhir de Saint-Gonvel

Eine riesige Platte von 3,70 × 2,30 m liegt etwas schräg auf sechs Tragsteinen, die eine nahezu rechteckige Kammer von 2,3 × 1,7 m bilden. Der Zugang, von dem zwei Tragsteine erhalten sind, scheint gestört worden zu sein. Alle Steine sind aus dem örtlichen Granit. Das Denkmal ist das Skelett eines Dolmen simple, der ursprünglich von einem Hügel aus Steinen und Erde bedeckt war. 
Der Menhir von Saint-Gonvel steht in der Nähe. La chapelle Saint Gonvel ist die etwa 50,0 m entfernte Votivkapelle einer Einsiedelei. Er gehört zu den ersten Menhiren die zu Monuments historiques erklärt wurden.  